# Gueorgui Dermendjiev
Gueorgui Dermendjiev (en búlgar Георги Дерменджиев; Plòvdiv, 4 de gener de 1955) és un exjugador, actualment entrenador, de futbol. Des del 31 de juliol de 2014, és l'entrenador del PFC Ludogorets Razgrad, que milita al Grup de Futbol Professional Búlgar A.
El 31 de juliol va substituir a Stoycho Stoev com a nou entrenador del Ludogorets. L'equip búlgar només havia guanyat un dels cinc partits oficials disputats als inicis de la temporada 2014-15. Després de la destitució de Stoev, Gueorgui Dermendjiev, que fins llavors era el director del planter de l'equip de Razgrad, es va fer càrrec del club. Dermendjiev, amb anterioritat, havia estat el segon entrenador del Ludogorets, de manera que ja tenia certa experiènciaen aquest càrrec. Després dels mals resultats que van portar a l'elecció del Georgi, el nou entrenador va debutar amb victòria per 3-0 davant del PFC Marek Dupnitsa, el 2 d'agost de 2014.

## Palmarès

### Com a jugador
- Copa de Bulgària (1): 1980